# Carmel (prénom)
Pour les articles homonymes, voir Carmel.
Carmel est un prénom mixte.
Il a pour variantes :
- féminines : Carmela, Carmele, Carmelina, Carmeline, Carmelita, Carmelite, Carmella, Carmelle, Carmina ;
- masculines : Carmelo, Carmine[2].

## Fête
Il est fêté le 16 juillet.

## Personnalités
- Pour l'ensemble des articles sur les personnes portant ce prénom, consulter :
  - la liste des articles dont le titre commence par ce prénom
  - les listes produites par Wikidata : Liste des personnes de prénom « Carmel » — même liste en incluant les éventuels prénoms composés qui contiennent « Carmel ».

Carmel est un prénom notamment porté par : 
- Carmel, Carmel McCourt, chanteuse anglaise du groupe du même nom ;
- Carmel Budiardjo, militante britannique de la défense des Droits de l'Homme ;
- Carmel Busuttil, footballeur international maltais ;
- Carmel Gunning, compositrice et musicienne irlandaise ;
- Carmel Myers, actrice américaine ;
- Carmel Robichaud, femme politique canadienne. ;
- Carmel Snow, journaliste irlandaise ;
- John Carmel Heenan, cardinal anglais ;
- Marie du Carmel Martínez-Bordiú, duchesse douairière d’Anjou.